# The Dawn of Love (Etty)
The Dawn of Love, anche noto come Venus Now Wakes, and Wakens Love, è un dipinto a olio su tela dell'artista inglese William Etty, esposto per la prima volta nel 1828. Attualmente si trova nel Russell-Cotes Art Gallery and Museum di Bournemouth. Il quadro è ispirato liberamente a un passaggio del masque Como, scritto da John Milton nel 1634. L'opera ritrae una Venere nuda che si china per svegliare l'Amore dormiente accarezzandogli le ali. Etty includeva spesso delle figure nude nelle sue opere, ma ritraeva di rado l'intimità fisica, e per questo motivo The Dawn of Love è uno dei suoi quadri più inusuali. La sensualità esplicita dell'opera venne intesa come una sfida per lo spettatore, rispecchiando la trama del Como, nel quale l'eroina è tentata dal desiderio ma rimane razionale e distaccata.
Se alcuni critici lodarono gli elementi della sua composizione e l'esecuzione, The Dawn of Love venne accolto molto freddamente quando venne esposto per la prima volta. Etty era divenuto noto per dipingere delle figure realistiche, e la sua Venere stilizzata venne ritenuta troppo influenzata dagli artisti stranieri come il Rubens, oltre a essere troppo voluttuosa e dal colorito irrealistico, mentre l'intero quadro venne ritenuto di cattivo gusto e osceno. The Dawn of Love non fu tra i 133 dipinti esposti nella grande mostra retrospettiva delle opere di Etty del 1849, e quando venne esposta a Glasgow nel 1899 suscitò delle lamentele per la sua oscenità presunta. Nel 1899 venne acquistata da Sir Merton Russell-Cotes, e da allora è rimasta nella collezione del Russell-Cotes Art Gallery & Museum.

## Descrizione
Trip the pert fairies and the dapper elves
By dimpled brook and fountain-brim
The wood-nymphs, decked with daisies trim
Their merry wakes and pastimes keep;
What hath night to do with sleep?
Night hath better sweets to prove,
Venus now wakes, and wakens Love.
Come, let us our rites begin;
'Tis only day-light that makes sin
Which these dun shades will ne'er report.
Hail! Goddess of nocturnal sport.»
Saltellano le leste Fate, e i rigogliosi Folletti.
Presso cresposo rio, e colma fonte,
Le Ninfe boschereccie, adorne di vaghe margherittine,
Tengono le loro tresche, e trastulli festevoli.
Che ha da far la Notte col Sonno?
La Notte migliori dolcezze ha da provare;
Svegliasi ora Venere, e sveglia Amore.
Orsù incominciamo i nostri riti:
È il chiaro giorno che sol fa il peccato,
Qual mai queste ombre oscure riveleranno.
Salve! Dea di notturni sollazzi.»
(John Milton, Como, 1634, versi 117–128. Traduzione del 1812)
The Dawn of Love illustra un passaggio dall'inizio del Como, un masque di John Milton del 1634. Como è un racconto morale nel quale la protagonista femminile, chiamata solo "la signora", viene separata dalla sua famiglia. Ella incontra Como, un mago debosciato, che la cattura e la imprigiona, e che adopera tutti i metodi a sua disposizione per provare a risvegliare il suo desiderio sessuale. La signora resiste a tutte le tentazioni, e usando il suo intelletto e il suo senso morale resiste agli sforzi di Como di trascinarla nell'intemperanza o di arrendersi al desiderio.
Il quadro di Etty non illustra direttamente una scena del Como. Al contrario, si ispira a un passaggio iniziale del racconto nel quale Como, prima di incontrare la signora, medita sul fatto che il peccato è un problema solo se gli altri se ne rendono conto, e che pertanto è giusto e naturale arrendersi ai desideri ignobili se si è avvolti dalle tenebre, sostenendo: "Che ha da far la Notte col Sonno? / La Notte migliori dolcezze ha da provare; / Svegliasi ora Venere, e sveglia Amore". Il quadro di Etty ritrae la dea Venere ignuda, come "dea di notturni sollazzi", mentre si protende per svegliare l'Amore dormiente accarezzando le sue ali. Se Etty si era fatto una reputazione per la sua abilità rinomata nel dipingere delle figure umane realistiche, la Venere in The Dawn of Love è molto stilizzata ed è dipinta in un pastiche intenzionale dello stile rubensiano.
The Dawn of Love presenta intenzionalmente un dilemma morale agli spettatori. Con la sua raffigurazione esplicita della nudità e della sensualità, Etty sostiene lo stesso ragionamento di Como, ossia che è razionale per lo spettatore soccombere ai propri pensieri lussuriosi nel privato. Il quadro presenta allo spettatore la stessa sfida morale che Como presenta alla signora, quella di rimanere fedele alla sua natura migliore, morale e razionale, nonostante non vi sia alcuno svantaggio apparente nell'arrendersi al desiderio.
Anche se Etty dipingeva spesso la nudità, egli ritraeva raramente l'intimità fisica al di fuori delle scene di combattimento, e The Dawn of Love è insolita tra le sue opere; il biografo di Etty Leonard Robinson commentò nel 2007 che The Dawn of Love "è un soggetto così inusuale per Etty che è difficile capire perché egli l'abbia dipinto".

## Accoglienza
Etty espose il quadro nel febbraio del 1828 alla British Institution con il titolo Venus Now Wakes, and Wakens Love. Il dipinto venne subito deriso per lo stile nel quale venne dipinta Venere. Una delle rare critiche positive fu quella del The New Monthly Magazine, secondo il quale "il corpo di Venere è disegnato deliziosamente e colorato voluttuosamente; e il modo attraverso il quale sveglia Amore, arruffando le piume delle sue ali, è immaginato e reso squisitamente". The Times notava che il disegno è "libero e fluido" e "la colorazione, seppur ricca, è perfettamente naturale", ma riteneva che "il soggetto, tuttavia, è rappresentato in modo troppo seducente (si potrebbe, con tutta la correttezza, utilizzare un termine più severo) per l'opinione pubblica".
La Literary Gazette ammise che la tela è "molto attraente, soprattutto per il colore", ma considerò la "voluttà" del quadro "uno dei peccati contro il gusto più imperdonabili" e criticò Etty per la "sua negligenza" nel disegno, osservando che "è impossibile che un artista che ha studiato per così tanti anni, e instancabilmente, il modello vivente, possa smarrirsi in questo modo per la mancanza delle conoscenze".
Il Monthly Magazine si lamentava di una Venere "dal colore cupo e dalla forma corpulenta", nonché "dell'esposizione eccessiva del suo corpo". Per La Belle Assemblée, la rappresentazione di Venere fatta da Etty, "anche se è una bella donna voluttuosa, non è né un'apoteosi della beltà, né una Venere, se si considerano tutte le descrizioni della dea dell'amore", e rimpiange "un colorito della pelle un po' cretoso". La critica più severa si deve a un lettore anonimo del London Magazine:
(Henry Hooper, « Notes on Art », The London Magazine, London, vol. I, n. 1, 27 aprile 1828.)
In seguito, nello stesso anno, un lettore anonimo tornò su questo tema nella stessa rivista, e criticò Etty di aver imitato degli artisti stranieri piuttosto che aver cercato di sviluppare un suo stile nuovo e unico. Egli osservò che "è impossibile imitare la voce o le azioni altrui senza esagerarle o caricaturarle", e si lamentò che "non è giusto vedere le Veneri di Tiziano, le favole del paganesimo, o i mestieri principali dei bifolchi olandesi, poste in parallelo con i soggetti che rappresentano la base [di] tutte le nostre speranze future", e aggiunse che "ovviamente qui [in Inghilterra] Rubens dovrebbe essere evitato come la peste, e non seguito come una luce".